# 米沢市立南原中学校
米沢市立南原中学校（よねざわしりつ みなみはらちゅうがっこう）は、かつて山形県米沢市にあった公立中学校である。

## 概要
- 米沢市の南部を学区としており、学区内には白布温泉がふくまれている。米沢市内の中学校の中で唯一ナンバースクールとなっていない。

## 沿革
- 1947年（昭和22年）5月3日 - 南原村立南原中学校として開校
- 1955年（昭和30年）4月1日 - 米沢市立南原中学校に改称
- 1956年（昭和31年）7月1日 - 米沢市立関中学校と統合し、新たに米沢市立南原中学校が開校
- 1957年（昭和32年）10月10日 - 新校舎完成
- 2019年（平成31年）3月31日 - 第二中学校と統合により閉校[2]。

## 学区
- 南原小学校、関小学校の全域[3]。

## 校訓
- 自主・自立[4]

## 生徒数
| 年度 | 男子 | 女子 | 計  |
| ---- | ---- | ---- | --- |
| 2012 | 65   | 71   | 136 |

## 部活動
野球、バレーボール、サッカー、卓球、ソフトボール、吹奏楽、総合文化